# ناين آورز، ناين بيرسونز، ناين دورز
ناين آورز، ناين بيرسونز، ناين دورز (بالإنجليزية: Nine Hours, Nine Persons, Nine Doors) (باليابانية 極限脱出 9時間9人9の扉 كيوكوغين داشّوتسو: كوجيكان كونين كيو نو توبيرا) هي لعبة فيديو مغامرات رواية مرئية مطورة من قبل شركة شونسوفت لنينتيندو دي إس أنتجت في سنة 2009 وتم نشرها من قبل شركة سبايك وأكسيس غيمز.

## وصلات خارجية
- ناين آورز، ناين بيرسونز، ناين دورز في قاعدة بيانات الرواية المرئية